# Olof Palme-prisen
Olof Palme-prisen indstiftedes 6. februar 1987 som en årlig pris for betydelig indsats i en ånd af Olof Palme. Prisen uddeles af Olof Palmes minnesfond, der er oprettet af Palmes familie og bestyrelsen for Socialdemokraterne, Palmes parti. 
Prisen var oprindeligt på 100.000 svenske kroner, men forhøjedes først i 1998 til 50.000 amerikanske dollars og siden i 2005 til 75.000 amerikanske dollars.
Den første modtager var Cyril Ramaphosa, generalsekretæren for den national fagforening af minearbejdere i Sydafrika.

## Prismodtagere
| - 1987: Cyril Ramaphosa, Sydafrika - 1988: FN's fredsbevarende styrker under Javier Pérez de Cuéllar - 1989: Václav Havel, Tjekkoslovakiet - 1990: Harlem Désir og SOS Racisme, Frankrig - 1991: Amnesty International - 1992: Arzu Abdullayeva og Anahit Bayandour, Armenien og Aserbajdsjan - 1993: Studenter for Sarajevo - 1994: Wei Jingsheng, Kina - 1995: palæstinensiske Fatah Youth, israelske Labour Young Leadership og Peace Now - 1996: Casa Alianza under ledelse af Bruce Harris, Centralamerika - 1997: Salima Ghezali, Algeriet - 1998: Uafhængige medier i det tidligere Jugoslavien repræsenteret af Veran Matic, Serbien, Senad Pecanin, Bosnien-Hercegovina og Victor Ivancic, Kroatien - 1999: Kurdo Baksi, Björn Fries og "Föräldragruppen i Klippan", Sverige - 2000: Bryan Stevenson, USA - 2001: Fazle Hasan Abed, Bangladesh - 2002: Hanan Ashrawi, Palæstina - 2003: Hans Blix, Sverige - 2004: Anna Politkovskaja, Ljudmila Aleksejeva og Sergej Kovaljov, Rusland - 2005: Aung San Suu Kyi, Burma - 2006: Kofi Annan (FN's generalsekretær 1997-2006) og Mossaad Mohamed Ali (The Amel Centre for the Treatment and Rehabilitation of Victims of Torture in South Darfur), Ghana og Sudan - 2007: Parvin Ardalan, Iran - 2008: Denis Mukwege, Demokratiske Republik Congo - 2009: Carsten Jensen, Danmark - 2010: Eyad El-Sarraj, Gaza - 2011: Lydia Cacho og Roberto Saviano - 2012 Radhia Nasraoui og Waleed Sami Abu AlKhair - 2013: Rosa Taikon, Sverige - 2014: Xu Youyu, Kina - 2015: Gideon Levy, Israel og Mitri Raheb, Palestina - 2016: Spyridon Galinos, Hellas og Giusi Nicolini, Italia; ordførere på Lesbos og Lampedusa - 2017: Hédi Fried og Emerich Roth, forfattere, holocaustoverlevende, Sverige - 2018: Daniel Ellsberg, Whistleblower, USA - 2019: John le Carré, forfatter, Storbritannia - 2020: Black Lives Matter Global Network Foundation - 2022: Patricia Gualinga, Ecuador - 2023: Marta Tjumalo, Ukraina, Eren Keskin, Tyrkia og Narges Mohammadi, Iran - 2024: Bellingcat |

## Eksterne link
- Fondens hjemmeside